# Погорелое (Глусский район)
Погорелое (бел. Пагарэлае) — деревня в составе Славковичского сельсовета Глусского района Могилёвской области Белоруссии.
До упразднения 20 ноября 2013 года Клетненского сельсовета входила в его состав.

## Население
- 1999 год — 24 человека
- 2009 год — 17 человек